# Clematis chiupehensis
Clematis chiupehensis là một loài thực vật có hoa trong họ Mao lương. Loài này được M.Y.Fang mô tả khoa học đầu tiên năm 1980.